# Johann von Caesarea
Johann Brisebarre († zwischen 1239 und 1241) war ein Herr von Caesarea im Königreich Jerusalem. Er war ein Sohn des Walter Brisebarre, Herr von Caesarea, und der Margarete von Ibelin.
Johann diente zunächst seinem Onkel Johann von Ibelin, dem „alten Herrn von Beirut“, als Page und nahm am 21. Juli 1228 in Limassol an dem Gastmahl teil, bei dem sich sein Onkel mit Kaiser Friedrich II. über die Regentschaft auf Zypern zerstritt. Nach der Überlieferung des Philipp von Novara plante Johann darauf mit seinem Cousin, Anseau de Brie, die Ermordung des Kaisers, wurde aber von der Ausführung des Attentats durch den Onkel abgehalten, der solch eine Tat nicht mit seinem Rechts- und Ehrempfinden vereinbaren konnte.
Nachdem Johanns Vater am 24. Juni 1229 in der Schlacht von Nikosia gefallen war, übernahm er dessen Erbe und Position im baronialen Widerstand (Lombardenkrieg) gegen die vom Kaiser eingesetzten Statthalter. Er eroberte 1230 die Burg St. Hilarion (Dieu d’Amour) und tötete dabei den kaiserlichen Statthalter Gavin de Chenichy. Als sich die Kriegshandlungen auf das Festland verlagerten, führte Johann ein Heer von Akkon gegen das von den Kaiserlichen gehaltene Tyrus, das er aber nicht einnehmen konnte. Dafür wurde er von dem kaiserlichen Statthalter, Balian von Sidon, seines Besitzes für verlustig erklärt, was aber keine tatsächlichen Konsequenzen zur Folge hatte. Im Jahr 1231 gehörte er dem Haute Cour von Jerusalem an, der dem neuen kaiserlichen Statthalter, Richard Filangieri, die Anerkennung verweigerte und kämpfte auf Zypern gegen dessen Truppen am 15. Juni 1232 in der siegreichen Schlacht bei Agridi. In den folgenden Jahren war Johann einer der führenden Barone sowohl im Königreich Zypern als auch im Königreich Jerusalem (Akkon) gegen die kaiserlichen Statthalter.
Im Jahr 1239 schloss sich Johann dem Kreuzzug des Königs Theobald I. von Navarra (Kreuzzug der Barone) an. Der Chronist Philipp von Novara notierte seinen Tod für die Zeit vor 1241. Möglicherweise war er in der Schlacht von Gaza gefallen.
Johann war verheiratet mit Alice de Montaigu, zu deren Onkeln der Erzbischof Eustorgue von Nikosia, der Hospitalitermeister Garin de Montaigu und der Templergroßmeister Pierre de Montaigu gehörten. Sie hatten fünf Kinder:
- Margarethe Brisebarre, Erbin von Caesarea, ⚭ Jean l’Aleman;
- Alice Bisebarre, ⚭ Richard von Dampierre;
- Maria;
- Isabella Brisebarre, ⚭ Walter von Damiperre;
- Peter († jung).